# オールド・ファッションド・ワルツ
『オールド・ファッションド・ワルツ』（原題：Like an Old Fashioned Waltz）は1974年6月にリリースされたイギリスのフォーク・ロック・シンガー、 サンディ・デニーの3枚目のソロアルバム。 このアルバムは、フェアポート・コンヴェンション、フォザリンゲイ、ストローブスのリード・ボーカリストとして、またソロアーティストとして活動していたのデニーのそれまでのフォーク・ロック・アルバムから大きく異なる、よりポップでジャズに影響された制作スタイルを特徴としている。 
デニーは当初、このアルバムのサポートとしてツアーを行うことを希望していたが、アイランド・レコードとのトラブルのために1973年秋から1974年6月まで発売が延期され、その頃にはフェアポート・コンベンションに再加入していた。 

## バックグラウンド
1972年のアルバム『サンディ』は大衆市場での成功を収めることができず、最近、デニーがゲスト・ボーカリストとして出演したレッド・ツェッペリンやザ・フーと並んで注目されるバンドになりたいと考えていたデニーを非常に失望させた。デニーは、ソロキャリアを確立するためには、新しい聴衆にアピールするレコードが必要であると考えた。

## 構成
「ライク・アン・オールド・ファッションド・ワルツ (Like an Old Fashioned Waltz)」の曲では、デニーが作曲技術に磨きをかけ、喪失感、孤独感、暗闇への恐怖、時の流れや季節の移り変わりなど、彼女の個人的な悩みの多くを詳述したノスタルジックなパノラマ・ソングの周期に乗せている。
『オールド・ファッションド・ワルツ』には、デニーの父親のレコード・コレクションから思い出のジャズ・ソングを2曲カバーしてい。インク・スポッツの「ウィスパリング・グラス (Whispering Grass)」とファッツ・ウォーラーの「アンティル・ザ・リアル・シング・カムズ・アロング (Until The Real Thing Comes Along)」である。この頃、デニーはジャズ・スタンダードのみで構成されたアルバムのレコーディングを検討していると噂されていたが(あるいはインク・スポッツが書いた曲のカバー・アルバム全体のレコーディングを検討していたのかも知れない)、実際には実現しなかった。

## 制作

### レコーディング
このアルバムの制作は、デニーが前作のLP『サンディ』のプロモーションを続けている間に始まった。最初に録音されたのは1972年12月3日にウォルサムストウ・アセンブリー・ホールで行われた「ノー・エンド」で、彼女自身がピアノを弾きながらのソロ・ヴァージョンであった(後でレコーディングしたバンドとストリングスを使った新しいバージョンがよかったので採用されなかった) 。 デニーは1973年4月に1ヶ月間のアメリカツアーに乗り出し、ロサンゼルスのザ・トルバドールで1週間の滞在をする前に、A&Mレコードのスタジオに立ち寄って「フレンズ」、「ソロ」、「アット・ジ・エンド・オブ・ザ・デイ」および「ノー・エンド」の4曲の新バージョンをレコーディングした。 
6月から7月にかけてのヨーロッパツアーを経て、8月にはロンドンのサウンド・テクニックズでセッションが再開され、残りの「カーニバル」、「ライク・アン・オールド・ファッションド・ワルツ」、「ダーク・ザ・ナイト」と2曲のジャズ・スタンダード「ウィスパリング・グラス」と「アンティル・ザ・リアル・シング・カムズ・アロング」のレコーディングが行われた。ハリー・ロビンソンはこの曲の多くにストリングスアレンジを加えている。 
デニーは歌のほかに、「ライク・アン・オールド・ファッションド・ワルツ」でアコースティック・ギター、ピアノ、エレクトリック・ピアノを演奏した。デニーのフェアポート・コンベンションのバンドメイトであるリチャードトンプソンは、「ソロ」と「アット・ザ・エンド・オブ・ザ・デイ」でリード・ギターを演奏した。 

### アルバムカバー
このアルバムは、タイトル曲にある色（プリムローズ、イエロー、ベルベットグリーン）を使用したエンボス加工の見開きジャケットに、デニー自身が描いた花のモチーフがアンティーク・プレートのようにデザインされたもので、オリジナルはエンボス加工の見開きジャケットで発売されていた。 
ゲレッド・マンコヴィッツによるカバー写真は、エドワード朝時代のオールドスタイルのイメージでデニーが描かれている。アルバムの歌詞は見開きに再現されている。
シングル「ウィスパリング・グラス / フレンズ」は、アルバムジャケット風のセピア色のピクチャースリーブで発売された。 

## リリース

### レセプションとレビュー
| 専門評論家によるレビュー | 専門評論家によるレビュー |
| レビュー・スコア         | レビュー・スコア         |
| 出典                     | 評価                     |
| ------------------------ | ------------------------ |
| Christgau's Record Guide | C+                       |

 このアルバムはイギリスやその他の国ではチャート・インしなかった。ヴィレッジ・ヴォイス誌のコンテンポラリー・レビューで、音楽評論家ロバート・クリストガウは『オールド・ファッションド・ワルツ』を「C+」と評価し、「ソロ」の「傑作」を除けば、「低迷したアルバム」であると述べている。
オールミュージックのブレット・ハーテンバッハは、後のレビューでこのアルバムを5つ星のうち3つ半と評価し、「デニーは前作『サンディ』が示唆していた、より洗練された瞬間を展開している。レコード全体のほとんどで優しいピアノ、豊かなストリングス、そしてかろうじて彼女のイギリスのフォーク・ルーツの痕跡が残る憂鬱で個人的なものです」と述べている。 ハーテンバッハはアルバムのオープニング曲である「ソロ」をデニーの "最高の曲 "の一つと呼んでいる。

### ライブバンドと放棄されたツアー
「ライク・アン・オールド・ファッションド・ワルツ」が録音されてから数週間後、サンディ・デニーは長年のボーイフレンドでありバンド仲間でもあるトレヴァー・ルーカスと1973年9月20日にフラムの登記所で結婚した。その後まもなく彼女はパット・ドナルドソン、ヒューイ・バーンズ、ウィリー・マーレイの3人からなるバンドを結成し、アルバムのサポートとして大規模なツアーを行うつもりだった。グループは1973年11月14日にBBCラジオのためにセッションを録音し、この時期に4日間のツアーを行った。
しかし、『ライク・アン・オールド・ファッション・ワルツ』のリリースは1973年秋から1974年6月まで延期され、その頃にはデニーはフェアポート・コンヴェンションに再加入していた。この年のフェアポート・ツアーでは、このアルバムからの数曲が定期的に演奏された。 

## レガシー
『オールド・ファッションド・ワルツ』の曲は、多くの著名なアーティストによってカバーされている。デニーの死後、フェアポート・コンベンションは「ソロ」と「イッツ・テイク・ア・ロング・タイム」を散発的に演奏している。「ライク・アン・オールド・ファッションド・ワルツ」はエミルー・ハリスの1983年のアルバム『ホワイト・シューズ』に収録されている。エリック・ジョンソンとスーザン・カウシルは1995年のコンピレーション True Voices で 「アット・ジ・エンド・オブ・ザ・デイ」をカヴァーしている。フィッシュは1993年のアルバム Songs from the Mirror で「ソロ」をカヴァーした。 

## トラックリスト
特記あるものを除き、全曲サンディ・デニーにクレジットされている 
サイド1
1. 「ソロ - Solo」
2. 「ライク・アン・オールド・ファッションド・ワルツ - Like an Old Fashioned Waltz」
3. 「ウィスパリング・グラス - Whispering Grass」（ドリス・フィッシャー、フレッド・フィッシャー）
4. 「フレンズ - Friends」
5. 「カーニバル - Carnival」

サイド2
1. 「ダーク・ザ・ナイト - Dark the Night」
2. 「アット・ジ・エンド・オブ・ザ・デイ - At the End of the Day」
3. 「アンティル・ザ・リアル・シング・カムズ・アロング - Until the Real Thing Comes Along」（ サミー・カーン 、 サウル・チャップリン 、L.E.フリーマン）
4. 「ノー・エンド - No End」

リマスタリングされたCDバージョンには、4つのボーナストラックが含まれている」。 
1. 「アット・ジ・エンド・オブ・ザ・デイ」（ストリングスなしの代替テイク）
2. 「キング・アンド・クイーン・オブ・イングランド」（バイフィールドのデニーズの家で1974年に録音されたデモ）
3. 「ライク・アン・オールド・ファッションド・ワルツ」(1975年2月1日のトルバドール（ロサンゼルス）でのライブ）
4. 「ノー・エンド」（1972年3月12日録音のソロ・ピアノ版）

## パーソネル
- サンディ・デニー - リードボーカル、ピアノ（1/2/4）、アコースティックギター（5/6）、エレクトリックピアノ（9）
- リチャード・トンプソン - エレキギター（1/9）
- トレヴァー・ルーカス - アコースティックギター（1/7）
- ディズ・ディズリー - アコースティックギター（3/8）
- ジェリー・ドナヒュー - エレクトリックギター（4/7）、アコースティックギター（5）
- ジャン・ルーセル - オルガン（1）
- イアン・アーミット - ピアノ（3/8）
- ジョン・”ラビット"・バンドリック - ピアノ（5/9）、エレクトリックピアノ（6）、クラビネット（6）
- デイヴ・ペッグ - ベース（1-2 / 4-5 / 9）
- ダニー・トンプソン - コントラバス（3/8）
- パット・ドナルドソン - ベース（6/7）
- デイヴ・マタックス - ドラムス（1-5 / 8-9）
- ジェリー・コンウェイ - ドラムス（6/7）
- アラン・スキドモア - サックス（8）
- ハリー・ロビンソン - ストリング・アレンジメント（1/2 / 4-7 / 9）
- ボブ・リーパー - ブラス・アレンジメント（3/8）